# Exilles
Exilles is een gemeente in de Italiaanse provincie Turijn (regio Piëmont) en telt 285 inwoners (31-12-2004). De oppervlakte bedraagt 44,4 km², de bevolkingsdichtheid is 6 inwoners per km².
De volgende frazioni maken deel uit van de gemeente: Deveyes, Morliere, San Colombano en Champbons.

## Demografie
Exilles telt ongeveer 158 huishoudens. Het aantal inwoners steeg in de periode 1991-2001 met 8,8% volgens cijfers uit de tienjaarlijkse volkstellingen van ISTAT.
| Jaar | Inwoneraantal |
| ---- | ------------- |
| 1991 | 261           |
| 2001 | 284           |

## Geografie
De gemeente ligt op ongeveer 870 m boven zeeniveau.
Exilles grenst aan de volgende gemeenten: Bardonecchia, Bramans (departement 73, Savoie, in Frankrijk), Chiomonte, Giaglione, Oulx, Pragelato, Salbertrand en Usseaux.

## Geschiedenis

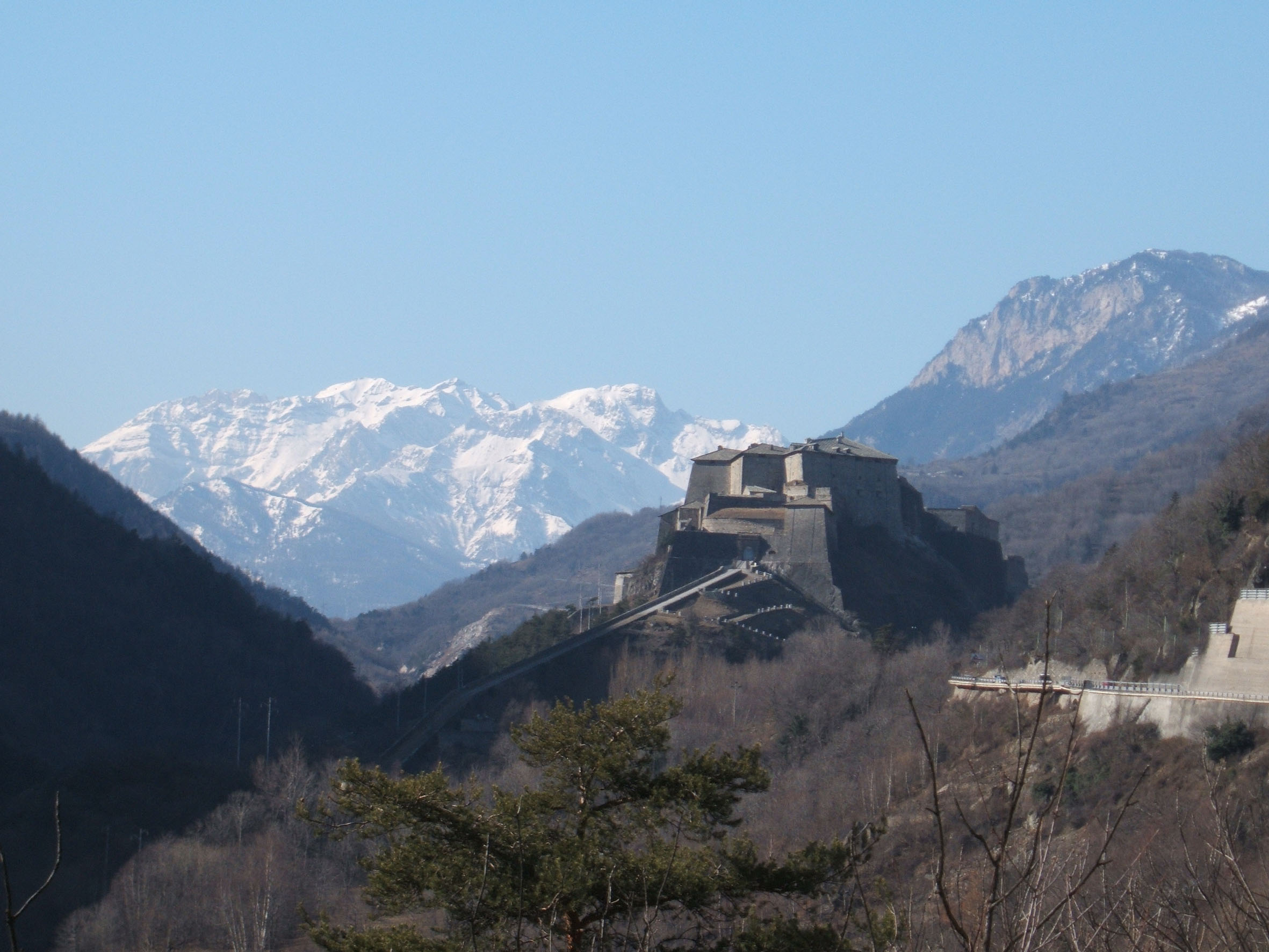
Fort van Exilles

Ten oosten van het plaatsje ligt het historische Fort ď Exilles. Het werd vermoedelijk reeds door de Longobarden in de 7e eeuw gebouwd. In de periode, dat Exilles, evenals geheel Piëmont, tot Frankrijk behoorde, was dit fort vaak als staatsgevangenis in gebruik. Ten tijde van koning Lodewijk XIV van Frankrijk heeft o.a. de Man met het ijzeren masker er gevangen gezeten. In 1800 werd het fort geslecht,  maar rond 1825, onder Italiaans bestuur, herbouwd. In de Eerste Wereldoorlog deed het nog dienst als militaire  gevangenis. Het fort huisvest een historisch museum  en kan dus bezichtigd worden.
Het dichtbij gelegen dorpje Deveys, op de grens met buurgemeente Salbertrand, werd op 18 januari 1885 grotendeels verwoest door een lawine die van de Mont Chabrière afstortte. 62 mensen raakten onder de sneeuwmassa bedolven en 33 van hen kwamen om het leven.

## Externe link

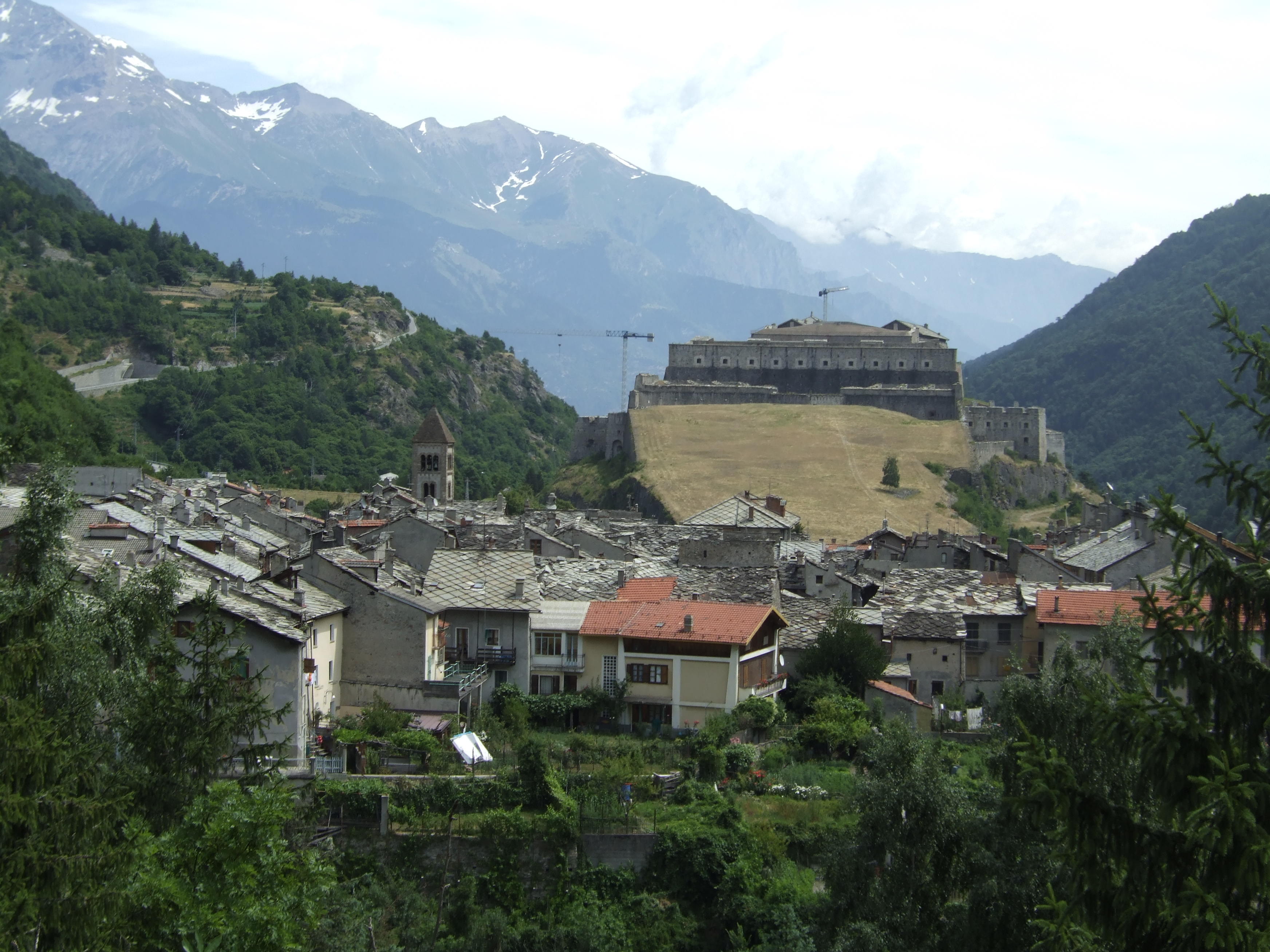
Luchtfoto